# Gouvernement Tulkarm
Das Gouvernement Tulkarm (arabisch محافظة طولكرم, DMG Muḥāfaẓat Ṭūlkarm) ist ein Gouvernement der Palästinensischen Autonomiebehörde bzw. des Staates Palästina. Es befindet sich im Norden des Westjordanlandes. Die Bezirkshauptstadt ist die Stadt Tulkarm. 
Nach Angaben des Palästinensischen Zentralbüros für Statistik hat das Gouvernement zur Jahresmitte 2017 186.760 Einwohner. Bis 2020 stieg diese Zahl auf 195.300 Einwohner.

## Demografie
Die Bevölkerung ist im Durchschnitt sehr jung und ca. 33,5 Prozent sind jünger als 15 Jahren, während nur 4,3 Prozent über 65 Jahre alt sind. 2017 waren 100 Prozent der Bevölkerung Muslime. Einwohner jüdischer Siedlungen wurden dabei nicht erfasst. 60,1 Prozent der Gesamtbevölkerung waren im selben Jahr Flüchtlinge.
| Zensusjahr | Einwohnerzahl |
| ---------- | ------------- |
| 1997       | 134.110       |
| 2007       | 157.988       |
| 2017       | 186.760       |

## Orte
- Tulkarm